# 江副記念リクルート財団
公益財団法人江副記念リクルート財団（えぞえきねんリクルートざいだん、英: Ezoe Memorial Recruit Foundation）は、世界的に活躍する若者を対象に奨学金事業を行う公益財団法人。器楽・スポーツ・アート・学術の4部門で奨学生を支援する。
株式会社リクルート創業10周年の1971年に「社会への貢献」を目的に「リーダーシップのある人・向学心旺盛な人・将来何かやりそうな人」を応援するための奨学金制度「リクルートスカラシップ」を創設した。
1976年にリクルートの基金寄付で財団法人江副育英会が設立され、2012年に公益財団法人江副財団として公益法人認定される。2013年に公益財団法人江副記念財団、2019年3月30日に公益財団法人江副記念リクルート財団へ名称を変更し、2022年3月で累計704名に奨学金給付など行う。

## 事業概要
1. リクルートスカラシップ：器楽・スポーツ・アート・学術の4部門において世界的に活躍する若者を対象とした奨学金制度。返済義務はなく、4部門とも25歳未満までの応募で、最長27歳になる年度末まで更新が可能[4]。
2. リクルートスカラシップコンサート：器楽部門の奨学生の成果発表の場として、1995年から毎年12月にリクルート財団主催でコンサートを開催している[5]。
3. 交流企画の運営、情報発信[3]

## 沿革
- 1971年（昭和46年） リクルートスカラシップ制度発足 [2]
- 1976年（昭和51年）江副記念財団設立
- 1991年（平成 3年） 20周年記念式典開催、オペラ部門新設（現在は終了）
- 1995年（平成 7年） 第1回リクルートスカラシップコンサート開催
- 1996年（平成 8年） 25周年記念、スポーツ部門（スキー）新設
- 1997年（平成 9年） クリエイティブ部門（写真・グラフィック）新設。現在はアート部門
- 2000年（平成12年） 器楽部門新設
- 2001年（平成13年） 30周年記念式典開催
- 2016年（平成28年）「江副記念財団45周年記念コンサート」開催
- 2019年（令和 元年） 江副記念リクルート財団に名称変更

## おもな奨学生
最新や詳細は「奨学生紹介」を参照のこと。
- 7回生 中畑雅行（学術）
- 9回生 吉田弘和（学術）
- 12回生 本多喜久雄（学術）
- 19回生 宮沢孝幸（学術）
- 20回生 関口裕昭（学術）
- 21回生 森洋久（学術）
- 21回生 岡奈津子（学術）
- 24回生 佐野成宏（オペラ）
- 24回生 池谷裕二（学術）
- 26回生 蜷川実花（写真）
- 27回生 杉山実（グラフィック）
- 30回生 中島康晴（オペラ）
- 30回生 砂川涼子（オペラ）
- 31回生 金山貴宏（写真）
- 28･31回生 樋口達哉（オペラ）
- 33回生 木下美穂子（オペラ）
- 33回生 イム・ドンヒョク（器楽）
- 35回生 佐藤俊介（器楽）
- 35回生 宮田大（器楽）
- 35回生 髙木竜馬（器楽）
- 37回生 金川晋吾（写真）
- 40回生 雨宮庸介（グラフィック）
- 34･40回生 田村響（器楽）
- 40回生 羽生結弦（スポーツ）
- 41回生 小林潤志郎（スポーツ）
- 43回生 山口茜（スポーツ）
- 43回生 小池美朝（スポーツ）
- 43回生 阪田知樹（器楽）
- 44回生 中野蘭菜（スポーツ）
- 44回生 梶原悠未（スポーツ）
- 44回生 村田昴（スポーツ）
- 44回生 村上英士朗（スポーツ）
- 44回生 中野幹士（スポーツ）
- 44回生 河田悠希（スポーツ）
- 44回生 上野 通明（器楽）
- 45回生 東晟良（スポーツ）
- 43･45回生 森坂嵐（スポーツ）
- 45回生 八村塁（スポーツ）
- 45回生 永野雄大（スポーツ）
- 45回生 大黒田裕芽（スポーツ）
- 45回生 今村駿介（スポーツ）
- 46回生 北口榛花（スポーツ）
- 46回生 梶原悠未（スポーツ）
- 46回生 福島史帆実（スポーツ）
- 46回生 堤駿斗（スポーツ）
- 46回生 玉川裕康（スポーツ）
- 46回生 務川慧悟（器楽）
- 46回生 反田恭平（器楽）
- 47回生 森ひかる（スポーツ）
- 47回生 部井久アダム勇樹（スポーツ）
- 47回生 野口宜裕（スポーツ）
- 47回生 内島萌夏（スポーツ）
- 47回生 荒本一成（スポーツ）
- 48回生 平野優芽（スポーツ）
- 48回生 加納虹輝（スポーツ）
- 48回生 緒方良行（スポーツ）
- 48回生 池田健星（スポーツ）
- 49回生 橋岡優輝（スポーツ）
- 49回生 辻すみれ（スポーツ）
- 49回生 石田吉平（スポーツ）
- 49回生 小林 愛実（器楽）
- 49回生 藤田真央（器楽）
- 51回生 上野優佳（スポーツ）
- 51回生 中山楓奈（スポーツ）
- 51回生 西矢椛（スポーツ）
- 51回生 村瀬心椛（スポーツ）